# Walesi labdarúgókupa
A Walesi labdarúgókupa, hivatalos nevén Cup of Wales egy évenként megrendezett labdarúgókupa-sorozat walesi labdarúgócsapatok részére.
A walesi labdarúgó-szövetség 1878-ban hozta létre a sorozatot. A győztes 1999-ig a KEK-be, majd annak megszűnése után az UEFA-kupába kvalifikálta magát. A kupában a mai napig részt vehetnek a walesi határhoz közeli angol klubok is, de ők nem kvalifikálják magukat semmilyen nemzetközi kupába (az utolsó angol győztes a Hereford United FC volt 1990-ben).
A kupában 1995 óta nem vehetnek részt azok a walesi csapatok, amelyek valamelyik angol bajnokságban indulnak. Ez a szabály jelenleg 5 csapatra vonatkozik, ezek a Cardiff City, Swansea City, Wrexham, Newport County, Merthyr Tydfil.

## Az eddigi döntők
| Szezon  | Győztes                                        | Eredmény                                       | Vesztes döntős                                 |                                                |
| ------- | ---------------------------------------------- | ---------------------------------------------- | ---------------------------------------------- | ---------------------------------------------- |
| 1877–78 | Wrexham                                        | 1 – 0                                          | Druids                                         |                                                |
| 1878–79 | Newtown White Stars                            | 2 – 1                                          | Wrexham                                        |                                                |
| 1879–80 | Druids                                         | 2 – 1                                          | Ruthin                                         |                                                |
| 1880–81 | Druids                                         | 2 – 0                                          | Newtown White Stars                            |                                                |
| 1881–82 | Druids                                         | 2 – 1                                          | Northwich Victoria                             |                                                |
| 1882–83 | Wrexham                                        | 1 – 0                                          | Druids                                         |                                                |
| 1883–84 | Oswestry United                                | 3 – 2                                          | Druids                                         |                                                |
| 1884–85 | Druids                                         | 2 – 0                                          | Oswestry United                                |                                                |
| 1885–86 | Druids                                         | 5 – 2                                          | Newtown                                        |                                                |
| 1886–87 | Chirk                                          | 4 – 2                                          | Davenham                                       |                                                |
| 1887–88 | Chirk                                          | 5 – 0                                          | Newtown                                        |                                                |
| 1888–89 | Bangor                                         | 2 – 1                                          | Northwich Victoria                             |                                                |
| 1889–90 | Chirk                                          | 1 – 0                                          | Wrexham                                        |                                                |
| 1890–91 | Shrewsbury Town                                | 5 – 2                                          | Wrexham                                        |                                                |
| 1891–92 | Chirk                                          | 2 – 1                                          | Westminster Rovers                             |                                                |
| 1892–93 | Wrexham                                        | 2 – 1                                          | Chirk                                          |                                                |
| 1893–94 | Chirk                                          | 2 – 0                                          | Westminster Rovers                             |                                                |
| 1894–95 | Newtown                                        | 3 – 2                                          | Wrexham                                        |                                                |
| 1895–96 | Bangor                                         | 3 – 1                                          | Wrexham                                        |                                                |
| 1896–97 | Wrexham                                        | 2 – 0                                          | Newtown                                        |                                                |
| 1897–98 | Druids                                         | 2 – 1                                          | Wrexham                                        |                                                |
| 1898–99 | Druids                                         | 1 – 0                                          | Wrexham                                        |                                                |
| 1899–00 | Aberystwyth                                    | 3 – 0                                          | Druids                                         |                                                |
| 1900–01 | Oswestry United                                | 1 – 0                                          | Druids                                         |                                                |
| 1901–02 | Wellington                                     | 3 – 0                                          | Aberdare Athletic                              |                                                |
| 1902–03 | Wrexham                                        | 8 – 0                                          | Aberaman                                       |                                                |
| 1903–04 | Druids                                         | 3 – 0                                          | Aberdare Athletic                              |                                                |
| 1904–05 | Wrexham                                        | 3 – 0                                          | Aberdare Athletic                              |                                                |
| 1905–06 | Wellington Town                                | 3 – 2                                          | Whitchurch                                     |                                                |
| 1906–07 | Oswestry United                                | 2 – 0                                          | Whitchurch                                     |                                                |
| 1907–08 | Chester                                        | 3 – 1                                          | Connah's Quay                                  |                                                |
| 1908–09 | Wrexham                                        | 1 – 0                                          | Chester                                        |                                                |
| 1909–10 | Wrexham                                        | 2 – 1                                          | Chester                                        |                                                |
| 1910–11 | Wrexham                                        | 6 – 1                                          | Connah's Quay                                  |                                                |
| 1911–12 | Cardiff City                                   | 3 – 0                                          | Pontypridd                                     |                                                |
| 1912–13 | Swansea Town                                   | 1 – 0                                          | Pontypridd                                     |                                                |
| 1913–14 | Wrexham                                        | 3 – 0                                          | Llanelli                                       |                                                |
| 1914–15 | Wrexham                                        | 1 – 0                                          | Swansea Town                                   |                                                |
| 1915–19 | Nem rendezték meg az első világháború miatt.   | Nem rendezték meg az első világháború miatt.   | Nem rendezték meg az első világháború miatt.   | Nem rendezték meg az első világháború miatt.   |
| 1919–20 | Cardiff City                                   | 2 – 1                                          | Wrexham                                        |                                                |
| 1920–21 | Wrexham                                        | 3 – 1                                          | Pontypridd                                     |                                                |
| 1921–22 | Cardiff City                                   | 2 – 0                                          | Ton Pentre                                     |                                                |
| 1922–23 | Cardiff City                                   | 3 – 2                                          | Aberdare Athletic                              |                                                |
| 1923–24 | Wrexham                                        | 1 – 0                                          | Merthyr Town                                   |                                                |
| 1924–25 | Wrexham                                        | 3 – 1                                          | Flint Town                                     |                                                |
| 1925–26 | Ebbw Vale                                      | 3 – 2                                          | Swansea Town                                   |                                                |
| 1926–27 | Cardiff City                                   | 2 – 0                                          | Rhyl                                           |                                                |
| 1927–28 | Cardiff City                                   | 2 – 0                                          | Bangor City                                    |                                                |
| 1928–29 | Connah's Quay                                  | 3 – 0                                          | Cardiff City                                   |                                                |
| 1929–30 | Cardiff City                                   | 4 – 2                                          | Rhyl                                           |                                                |
| 1930–31 | Wrexham                                        | 7 – 0                                          | Shrewsbury Town                                |                                                |
| 1931–32 | Swansea Town                                   | 2 – 0                                          | Wrexham                                        |                                                |
| 1932–33 | Chester                                        | 2 – 0                                          | Wrexham                                        |                                                |
| 1933–34 | Bristol City                                   | 3 – 0                                          | Tranmere Rovers                                |                                                |
| 1934–35 | Tranmere Rovers                                | 1 – 0                                          | Chester                                        |                                                |
| 1935–36 | Crewe Alexandra                                | 2 – 0                                          | Chester                                        |                                                |
| 1936–37 | Crewe Alexandra                                | 3 – 1                                          | Rhyl                                           |                                                |
| 1937–38 | Shrewsbury Town                                | 2 – 1                                          | Swansea Town                                   |                                                |
| 1938–39 | South Liverpool                                | 2 – 1                                          | Cardiff City                                   |                                                |
| 1939–40 | Wellington                                     | 4 – 0                                          | Swansea Town                                   |                                                |
| 1940–46 | Nem rendezték meg a második világháború miatt. | Nem rendezték meg a második világháború miatt. | Nem rendezték meg a második világháború miatt. | Nem rendezték meg a második világháború miatt. |
| 1946–47 | Chester                                        | 5 – 1                                          | Merthyr Tydfil                                 |                                                |
| 1947–48 | Lovells Athletic                               | 3 – 0                                          | Shrewsbury Town                                |                                                |
| 1948–49 | Merthyr Tydfil                                 | 2 – 0                                          | Swansea Town                                   |                                                |
| 1949–50 | Swansea Town                                   | 4 – 1                                          | Wrexham                                        |                                                |
| 1950–51 | Merthyr Tydfil                                 | 3 – 2                                          | Cardiff City                                   |                                                |
| 1951–52 | Rhyl                                           | 4 – 3                                          | Merthyr Tydfil                                 |                                                |
| 1952–53 | Rhyl                                           | 2 – 1                                          | Chester                                        |                                                |
| 1953–54 | Flint Town United                              | 2 – 0                                          | Chester                                        |                                                |
| 1954–55 | Barry Town                                     | 4 – 3                                          | Chester                                        |                                                |
| 1955–56 | Cardiff City                                   | 3 – 2                                          | Swansea Town                                   |                                                |
| 1956–57 | Wrexham                                        | 2 – 1                                          | Swansea Town                                   |                                                |
| 1957–58 | Wrexham                                        | 2 – 0                                          | Chester                                        |                                                |
| 1958–59 | Cardiff City                                   | 2 – 0                                          | Lovells Athletic                               |                                                |
| 1959–60 | Wrexham                                        | 1 – 0                                          | Cardiff City                                   |                                                |
| 1960–61 | Swansea Town                                   | 3 – 1                                          | Bangor City                                    |                                                |
| 1961–62 | Bangor City                                    | 3 – 1                                          | Wrexham                                        |                                                |
| 1962–63 | Borough United                                 | 2 – 1                                          | Newport County                                 |                                                |
| 1963–64 | Cardiff City                                   | 5 – 3                                          | Bangor City                                    |                                                |
| 1964–65 | Cardiff City                                   | 8 – 2                                          | Wrexham                                        |                                                |
| 1965–66 | Swansea Town                                   | 2 – 1                                          | Chester                                        |                                                |
| 1966–67 | Cardiff City                                   | 2 – 1                                          | Wrexham                                        |                                                |
| 1967–68 | Cardiff City                                   | 6 – 1                                          | Hereford United                                |                                                |
| 1968–69 | Cardiff City                                   | 5 – 1                                          | Swansea Town                                   |                                                |
| 1969–70 | Cardiff City                                   | 4 – 1                                          | Chester                                        |                                                |
| 1970–71 | Cardiff City                                   | 4 – 1                                          | Wrexham                                        |                                                |
| 1971–72 | Wrexham                                        | 3 – 2                                          | Cardiff City                                   |                                                |
| 1972–73 | Cardiff City                                   | 5 – 1                                          | Bangor City                                    |                                                |
| 1973–74 | Cardiff City                                   | 2 – 0                                          | Stourbridge                                    |                                                |
| 1974–75 | Wrexham                                        | 5 – 2                                          | Cardiff City                                   |                                                |
| 1975–76 | Cardiff City                                   | 6 – 5                                          | Hereford United                                |                                                |
| 1976–77 | Shrewsbury Town                                | 4 – 2                                          | Cardiff City                                   |                                                |
| 1977–78 | Wrexham                                        | 3 – 1                                          | Bangor City                                    |                                                |
| 1978–79 | Shrewsbury Town                                | 2 – 1                                          | Wrexham                                        |                                                |
| 1979–80 | Newport County                                 | 5 – 1                                          | Shrewsbury Town                                |                                                |
| 1980–81 | Swansea City                                   | 2 – 1                                          | Hereford United                                |                                                |
| 1981–82 | Swansea City                                   | 2 – 1                                          | Cardiff City                                   |                                                |
| 1982–83 | Swansea City                                   | 4 – 1                                          | Wrexham                                        |                                                |
| 1983–84 | Shrewsbury Town                                | 2 – 0                                          | Wrexham                                        |                                                |
| 1984–85 | Shrewsbury Town                                | 5 – 1                                          | Bangor City                                    |                                                |
| 1985–86 | Wrexham                                        | 2 – 1                                          | Kidderminster Harriers                         |                                                |
| 1986–87 | Merthyr Tydfil                                 | 1 – 0                                          | Newport County                                 |                                                |
| 1987–88 | Cardiff City                                   | 2 – 0                                          | Wrexham                                        |                                                |
| 1988–89 | Swansea City                                   | 5 – 0                                          | Kidderminster Harriers                         |                                                |
| 1989–90 | Hereford United                                | 2 – 1                                          | Wrexham                                        |                                                |
| 1990–91 | Swansea City                                   | 2 – 0                                          | Wrexham                                        |                                                |
| 1991–92 | Cardiff City                                   | 1 – 0                                          | Hednesford Town                                |                                                |
| 1992–93 | Cardiff City                                   | 5 – 0                                          | Rhyl                                           |                                                |
| 1993–94 | Barry Town                                     | 2 – 1                                          | Cardiff City                                   |                                                |
| 1994–95 | Wrexham                                        | 2 – 1                                          | Cardiff City                                   |                                                |
| 1995–96 | Llansantffraid*                                | 3 – 3                                          | Barry Town                                     |                                                |
| 1996–97 | Barry Town                                     | 2 – 1                                          | Cwmbran Town                                   |                                                |
| 1997–98 | Bangor City*                                   | 1 – 1                                          | Connah's Quay Nomads                           |                                                |
| 1998–99 | Inter Cardiff*                                 | 1 – 1                                          | Carmarthen Town                                |                                                |
| 1999–00 | Bangor City                                    | 1 – 0                                          | Cwmbran Town                                   |                                                |
| 2000–01 | Barry Town                                     | 2 – 0                                          | Total Network Solutions                        |                                                |
| 2001–02 | Barry Town                                     | 4 – 1                                          | Bangor City                                    |                                                |
| 2002–03 | Barry Town*                                    | 2 – 2                                          | Cwmbran Town                                   |                                                |
| 2003–04 | Rhyl                                           | 1 – 0                                          | Total Network Solutions (h.u.)                 |                                                |
| 2004–05 | Total Network Solutions                        | 1 – 0                                          | Carmarthen Town                                |                                                |
| 2005–06 | Rhyl                                           | 2 – 0                                          | Bangor City                                    |                                                |
| 2006–07 | Carmarthen Town                                | 3 – 2                                          | Afan Lido                                      |                                                |
| 2007–08 | Bangor City                                    | 4 – 2                                          | Llanelli (h.u.)                                |                                                |
| 2008–09 | Bangor City                                    | 2 – 0                                          | Aberystwyth Town                               |                                                |
| 2009–10 | Bangor City                                    | 3 – 2                                          | Port Talbot Town                               |                                                |
| 2010–11 | Llanelli AFC                                   | 4 – 1                                          | Bangor City                                    |                                                |
| 2011–12 | The New Saints                                 | 2 – 0                                          | Cefn Druids                                    |                                                |
| 2012–13 | Prestatyn Town FCPrestatyn Town                | 3 – 1                                          | Bangor City                                    |                                                |
| 2013–14 | Aberystwyth Town                               | 2 – 3                                          | The New Saints                                 |                                                |
| 2014–15 | The New Saints                                 | 2 – 0                                          | Newtown                                        |                                                |
| 2015–16 | The New Saints                                 | 2 – 0                                          | Airbus UK Broughton                            |                                                |
| 2016–17 | Bala Town                                      | 2 – 1                                          | The New Saints                                 |                                                |
| 2017–18 | Connah's Quay & Shotton                        | 4 – 1                                          | Aberystwyth Town                               |                                                |
| 2018–19 | The New Saints                                 | 3 – 0                                          | Connah's Quay & Shotton                        |                                                |
| 2019–20 | Nem rendezték meg a Covid19-pandémia miatt.    | Nem rendezték meg a Covid19-pandémia miatt.    | Nem rendezték meg a Covid19-pandémia miatt.    | Nem rendezték meg a Covid19-pandémia miatt.    |
| 2020–21 | Nem rendezték meg a Covid19-pandémia miatt.    | Nem rendezték meg a Covid19-pandémia miatt.    | Nem rendezték meg a Covid19-pandémia miatt.    | Nem rendezték meg a Covid19-pandémia miatt.    |
| 2021–22 | The New Saints                                 | 3 – 2                                          | Penybont                                       |                                                |
| 2022–23 | The New Saints                                 | 6 – 0                                          | Bala Town                                      |                                                |
| 2023–24 | Connah's Quay & Shotton                        | 2 – 1                                          | The New Saints                                 |                                                |
| 2024–25 | The New Saints                                 | 2 – 1                                          | Connah's Quay & Shotton                        |                                                |

*: Büntetők után

## Legsikeresebb csapatok
A három legsikeresebb, egyben legnagyobb walesi labdarúgóklub jelenleg az angol labdarúgó-bajnokságokban szerepel, és 1995 óta nem tudták gyarapítani címeik számát a tiltó szabályozás miatt. A listán több angol klub is megtalálható.
|    | Klub                    | Győzelmek | Elveszített döntők | Összesen | Utolsó döntő |
| -- | ----------------------- | --------- | ------------------ | -------- | ------------ |
| 1  | Wrexham                 | 23        | 22                 | 45       | 1995         |
| 2  | Cardiff City            | 22        | 10                 | 32       | 1995         |
| 3  | Swansea City            | 10        | 8                  | 18       | 1991         |
| 4  | Druids                  | 8         | 6                  | 14       | 2012         |
| 5  | Bangor City             | 8         | 9                  | 17       | 2011         |
| 6  | Shrewsbury Town         | 6         | 3                  | 9        | 1985         |
| 7  | Barry Town              | 6         | 1                  | 7        | 2003         |
| 8  | Chirk AAA               | 5         | 1                  | 6        | 1894         |
| 9  | Rhyl                    | 4         | 4                  | 8        | 2006         |
| 10 | Chester City            | 3         | 10                 | 13       | 1970         |
| 11 | Merthyr Tydfil          | 3         | 2                  | 5        | 1987         |
| 12 | Wellington Town         | 3         |                    | 3        | 1940         |
| 13 | The New Saints          | 3         | 3                  | 6        | 2012         |
| 14 | Crewe Alexandra         | 2         |                    | 2        | 1937         |
| 14 | Oswestry United         | 2         |                    | 2        | 1901         |
| 16 | Hereford United         | 1         | 3                  | 4        | 1990         |
| 17 | Newtown                 | 2         | 3                  | 5        | 1897         |
| 17 | Newport County          | 1         | 2                  | 3        | 1987         |
| 19 | Carmarthen Town         | 1         | 2                  | 3        | 2007         |
| 19 | Connah's Quay & Shotton | 1         | 2                  | 3        | 1929         |
| 21 | Tranmere Rovers         | 1         | 1                  | 2        | 1935         |
| 21 | Lovell's Athletic       | 1         | 1                  | 2        | 1959         |
| 21 | Oswestry White Stars    | 1         | 1                  | 2        | 1885         |
| 24 | Aberystwyth Town        | 1         | 1                  | 2        | 2009         |
| 24 | Borough United          | 1         |                    | 1        | 1963         |
| 24 | Bristol City            | 1         |                    | 1        | 1934         |
| 24 | Ebbw Vale               | 1         |                    | 1        | 1926         |
| 24 | Flint Town United       | 1         |                    | 1        | 1954         |
| 24 | Inter Cardiff           | 1         |                    | 1        | 1999         |
| 24 | South Liverpool         | 1         |                    | 1        | 1939         |
| 31 | Aberdare Athletic       |           | 4                  | 4        | 1923         |
| 32 | Cwmbran Town            |           | 3                  | 3        | 2002         |
| 32 | Pontypridd              |           | 3                  | 3        | 1921         |
| 34 | Kidderminster Harriers  |           | 2                  | 2        | 1989         |
| 34 | Llanelli                | 1         | 2                  | 3        | 2011         |
| 34 | Northwich Victoria      |           | 2                  | 2        | 1910         |
| 34 | Westminster Rovers      |           | 2                  | 2        | 1892         |
| 34 | Whitchurch              |           | 2                  | 2        | 1906         |
| 39 | Afan Lido               |           | 1                  | 1        | 2007         |
| 39 | Aberaman                |           | 1                  | 1        | 1903         |
| 39 | Connah's Quay Nomads    |           | 1                  | 1        | 1998         |
| 39 | Davenham                |           | 1                  | 1        | 1887         |
| 39 | Flint Town              |           | 1                  | 1        | 1925         |
| 39 | Hednesford Town         |           | 1                  | 1        | 1992         |
| 39 | Merthyr Town            |           | 1                  | 1        | 1924         |
| 39 | Ruthin                  |           | 1                  | 1        | 1880         |
| 39 | Stourbridge             |           | 1                  | 1        | 1974         |
| 39 | Ton Pentre              |           | 1                  | 1        | 1922         |
| 40 | Port Talbot Town        |           | 1                  | 1        | 2010         |

Dőlt betűvel a már megszűnt csapatok szerepelnek.

## Külső hivatkozások
- Welsh Football Data Archive